# Claus Jönsson
Claus Jönsson   (Charlottenburg, 26 de maig de 1930 - Tübingen, 25 d'agost de 2024) va ser un físic alemany.

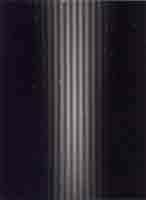
La foto històrica de l'obra original de Jönsson mostra el patró de la banda de la interferència d'electrons

El 1959, Jönsson va ser capaç de demostrar experimentalment la interferència d'electrons en la doble escletxa per primera vegada com a part de la seva tesi amb Gottfried Möllenstedt a la Universitat de Tübingen. L'experiment és d'importància central per entendre la mecànica quàntica i també es considera un treball pioner en nanotecnologia. En una enquesta duta a terme per la societat física anglesa Physics World el 2002 va ser elegit l'experiment més bonic de tots els temps.

## Obra publicada
- Claus Jönsson. [frei zugänglich nach Anmeldung ]. DOI 10.1007/BF01342460.
- Claus Jönsson: difracció d'electrons en múltiples escletxes. A: American Journal of Physics. 42, 1974, pàgines 4-11, DOI: 10.1119 / 1.1987592.
- Jean Paul Martin, Claus Jönsson: Millora de la resolució d'un objectiu òptic de la llum mitjançant una placa de correcció de zones. A: Ciències de la naturalesa. 53, núm. 23, 1966, pàg. 609, DOI: 10.1007 / BF00632270.
- Claus Jönsson: Investigació de les propietats d'un convertidor d'imatges de projecció electrònica-òptica Tübingen, Departament de Física, Hab. Schr. V. 10. Juliol de 1970
- Amand Fäßler / Claus Jönsson (eds.): Die top ten der schönsten physikalischen Experimente (ISBN 3-499-61628-9)
- Robert Crease: The prism and the pendulum: The ten most beautiful experiments in science (ISBN 1400061318)